# Rhaphuma quintini
Rhaphuma quintini là một loài bọ cánh cứng trong họ Cerambycidae.